# Parafia bł. Czesława w Śmielinie
Parafia bł. Czesława w Śmielinie – rzymskokatolicka parafia w dekanacie Nakło w diecezji bydgoskiej. Utworzona 1 maja 1975.
Na obszarze parafii leżą miejscowości: Anieliny, Łodzia i Śmielin.